# Joy Page
Joy Cerrette Page (née Joy Cerrette Paige) est une actrice américaine, née le 9 novembre 1924 à Los Angeles et morte dans cette ville le 18 avril 2008. 

## Biographie
Fille de Don Alvarado et de Ann Boyar, ses parents divorcent par la suite. C'est ainsi qu'elle devient la belle-fille de Jack Warner quand sa mère se remarie avec ce dernier. C'est cette union qui lance sa carrière : elle obtient ainsi un petit rôle dans Casablanca, produit par la Warner Bros., film qui est un très grand succès. Elle se marie en 1945 avec William T. Orr (en), duquel elle a un fils, Gregory Orr. Toutefois, Page et Orr divorcent en 1970.

## Filmographie

### Cinéma
- 1942 : Casablanca, de Michael Curtiz
- 1944 : Kismet, de William Dieterle
- 1951 : La Dame et le Toréador (Bullfighter and the Lady), de Budd Boetticher
- 1953 : Fighter Attack de Lesley Selander
- 1955 : Ange ou Démon (The Shrike) de José Ferrer
- 1958 : Tonka, cheval sauvage (Tonka) de Lewis R. Foster

### Télévision
- 1958 : La Grande Caravane (Wagon Train) (série)
- 1959 : Le Renard des marais (The Swamp Fox) (série)
- 1959 : Le Monde merveilleux de Disney